# 248P/Gibbs
248P/Gibbs è una cometa periodica appartenente alla famiglia delle comete gioviane.

## Storia della scoperta
Scoperta per la prima volta nel 1996 è stata ritenuta un asteroide ed ha ricevuto una designazione provvisoria di tipo asteroidale, 1996 TT65. Nel 2010 al successivo passaggio al perielio inizialmente è stata nuovamente ritenuta un asteroide e ha ricevuto ben cinque designazioni provvisorie asteroidali conseguenti ad altrettante riscoperte, 2010 MS75, 2010 RR59, 2010 RN141, 2010 SQ31 e 2010 TL69, infine è stata scoperta da Gibbs e riconosciuta finalmente essere una cometa.